# Marie-Sophie Nathusius
Marie-Sophie Nathusius (Amsterdam, 19 juni 1906 - Haarlem, 23 januari 2002) was een Nederlandse schrijfster en vertaalster. Voor haar boek De partner kreeg ze in 1955 de Prozaprijs van de gemeente Amsterdam (de latere Multatuliprijs), en in 1965 kreeg ze de Mr. H.G. van der Vies-prijs voor haar toneelstuk Gedenk Leo Vroom. Nathusius vertaalde ook werk van Enid Bagnold en diverse hoorspelen. Het archief van Nathusius wordt bewaard bij het Letterkundig Museum in Den Haag: negen dozen met o.a. manuscripten en correspondentie.

## Publicaties (selectie)
- Marie-Sophie Nathusius: De partner. Amsterdam, De Arbeiderspers, 1954 (2e dr. 1956)
- Marie-Sophie Nathusius: De boog van Eros. Amsterdam, De Arbeiderspers, 1957
- Marie-Sophie Nathusius: Onder de zeespiegel. Amsterdam, De Arbeiderspers, 1958
- Marie-Sophie Nathusius: Een gat in de tijd. Amsterdam, Querido, 1966 (uitgave als luisterboek: 1982)
- Marie-Sophie Nathusius: Rahel. 's Gravenhage, Nijgh & Van Ditmar, 1974. ISBN 90-236-5312-2
- Marie-Sophie Nathusius: Het manuscript. Weesp, De Haan/Unieboek, 1984. ISBN 90-228-3690-8
- Marie-Sophie Nathusius: Slapende zwanen. Amsterdam, Dekker, 1991